# The Hunt for Gollum
The Hunt for Gollum är en fanfilm från 2009, regisserad av Chris Bouchard och producerad av Independent Online Cinema. Filmen utspelar sig i J.R.R. Tolkiens fiktiva värld Midgård, och har hämtat inspiration ifrån Peter Jacksons filmer om Tolkiens värld.

## Handling
Filmens handling utspelar sig samtidigt som de inledande kapitlen i Sagan om ringen: 17 år efter Bilbos 111-årsdag, strax innan Frodo ger sig ut på sin resa. Trollkarlen Gandalf (Patrick O'Connor) fruktar att varelsen Gollum vet var Ringen finns, och att han skall avslöja detta för mörkrets furste Sauron. För att förhindra att Sauron får reda på var Ringen befinner sig ber han utbygdsjägaren Aragorn (Adrian Webster) att försöka leta rätt på Gollum.
Aragorn beger sig ut på jakt efter Gollum. Efter en tid sökande möter han Arithir, en utbygdsjägare och avlägsen släkting till Aragorn. Arithir berättar att han hört ryktas om att en varelse stjäl fisk från de som bor i närheten. Efter att ha tagit farväl av Arathir möter Aragorn ett par orchspanare, som han dödar. Snart finner han Gollum, och lyckas fånga honom i en snara. Med Gollum i en säck beger han sig tillbaka mot Mörkmården. Innan han hunnit fram till skogsalvernas hem blir han dock överfallen av resten av orchföljet som spanarna tillhört. Han lyckas besegra dem, men blir förgiftad och tappar medvetandet.
När Aragorn i gryningen återfår medvetandet märker han att Gollum flytt. Han söker efter Gollum hela dagen, och hittar honom till slut högt uppe i ett träd. Gollum förklarar skräckslaget att en Nazgûl är på väg, ögonblicket senare överfaller en Ringvålnad Aragorn. Efter en kort duell flyr Ringvålnaden för ett starkt ljus som alverna i Mörkmården sänt ut. Alverna fångar Gollum och för honom och Aragorn till sin fästning i skogen.
Gandalf förhör Gollum och får reda på att Sauron vet att Ringen befinner sig i Frodos ägo. Han reser mot Fylke för att varna Frodo.

## Produktion
Filmen spelades in med en budget på mindre än 3000 brittiska pund och spelades in i Norra Wales, Eppingskogen och Hampstead Heath. Totalt arbetade 160 människor med filmen. Inspiration till design hämtades från Peter Jacksons filmatisering av Sagan om ringen.

## Rollista (i urval)
- Adrian Webster - Aragorn
- Patrick O'Connor - Gandalf
- Arin Alldridge - Arithir
- Rita Ramnani - Arwen
- Gareth Brough - Goblok, en orchhövding
- Max Bracey - Alv